# Onthophagus cornutus
Onthophagus cornutus är en skalbaggsart som beskrevs av Ferreira 1971. Onthophagus cornutus ingår i släktet Onthophagus och familjen bladhorningar. Inga underarter finns listade i Catalogue of Life.